# Weinmannia exigua
Weinmannia exigua là một loài thực vật thuộc họ Cunoniaceae. Đây là loài đặc hữu của Fiji.